# Petri Artúr
Petri Artúr, 1899-ig Patzauer (Mád, 1873. december 18. – Nagykálló, 1918. november 14. vagy előtte) magyar újságíró, költő.

## Élete
Patzauer Jakab borkereskedő és Engel Erna fia. Középiskoláit Kassán, Budapesten, és Debrecenben végezte. 1892-ben a debreceni Kereskedelmi Akadémián érettségi vizsgát tett. 1894-től 1897-ig Kassán az Abauj-Kassai Közlöny és a Kassai Hírlap munkatársa volt. 1897 és 1900 között a Hazai Általános Biztosító Részvénytársaság osztályfőnökeként dolgozott. Az első világháború alatt a harctéren teljesített szolgálatot, majd az ott szerzett betegsége következtében halt meg a nagykállói közkórházban.

## Művei
- Magány. Versek (Budapest, 1900)
- Virrasztás dalai (Budapest, 1901)
- Bolyongás (Budapest, 1905)

## Írásai
Cikkei, tárcái megjelentek a Debreczenben, a Délmagyarországi Közlönyben, a Szegedi Hiradóban, a lugosi Südungarnban, a Karansebeser Zeitungban. 1903 és 1904 körül a Magyar Szó, a Győri Ujság és a Magyar Szalon közölte verseit.